# Kolosivka, Polonne
Kolosivka (în ucraineană Колосівка) este un sat în comuna Prîsluci din raionul Polonne, regiunea Hmelnîțkîi, Ucraina.

## Demografie
Componența lingvistică a localității Kolosivka
     Ucraineană (100%)
Conform recensământului din 2001, toată populația localității Kolosivka era vorbitoare de ucraineană (100%).